# Zeugomantispa viridula
Zeugomantispa viridula is een insect uit de familie van de Mantispidae, die tot de orde netvleugeligen (Neuroptera) behoort. 
Zeugomantispa viridula is voor het eerst wetenschappelijk beschreven door Erichson in 1839.